# Magazine de prépublication de manga
 (septembre 2014).
Si vous disposez d'ouvrages ou d'articles de référence ou si vous connaissez des sites web de qualité traitant du thème abordé ici, merci de compléter l'article en donnant les références utiles à sa vérifiabilité et en les liant à la section « Notes et références ».
Les magazines de prépublication de mangas sont des recueils de mangas publiant à intervalle régulier les nouveaux chapitres de plusieurs séries. Au Japon, la quasi-totalité des séries de mangas passe par de tels magazines avant de connaître une sortie en volumes reliés une fois qu'un nombre suffisant de chapitres est atteint. Chaque magazine se concentre sur une démographie (shōnen, seinen, shōjo…).
Ces magazines sont aussi appelés mangashi.
La taille de ces magazines est généralement supérieure à celle des volumes reliés. Ils sont particulièrement bon marché et imprimés sur du papier recyclé de mauvaise qualité et de couleur aléatoire. Comportant généralement une vingtaine de séries, ils sont épais et n'ont pas vocation à être conservés par ceux qui les achètent, les lecteurs préférant collectionner les volumes reliés et jeter les magazines comme de simples journaux après lecture.

## Fonctionnement des magazines de prépublication au Japon
Chaque série est supervisée par un responsable éditorial qui veille à ce que les délais de publication soient respectés, conseille le mangaka sur les orientations à prendre et sélectionne les nouvelles séries à publier.
Le responsable éditorial appuie ses décisions sur les résultats des enquêtes réalisées à chaque numéro auprès du lectorat. Une carte postale de réponse à l'enquête est insérée dans chaque magazine et le lecteur est incité par un concours à la renvoyer avec ses réponses : de très nombreux lots ou gadgets plus ou moins en relation avec les séries du magazine sont offerts à ceux qui sont tirés au sort parmi ceux qui ont répondu. Les questions portent généralement sur les séries préférées du lecteur parmi celles présentées par le magazine, sur l'avis qu'il a sur une nouvelle série ou sur l'orientation que prend une série en cours, parfois sur son adaptation télévisée ou même sur d'autres produits.
Le résultat indique le degré de popularité de chacune des séries. Ce sont les chiffres des ventes des volumes reliés qui indiquent finalement à l'éditeur s'il est opportun ou non d'arrêter une série peu populaire. Dans le sens inverse, les mangaka des séries les plus populaires sont fortement encouragés à continuer leurs séries, celles-ci étant alors mises en avant avec des couvertures ou des pages en couleur et pouvant être adaptées en anime.

## Liste de magazines de prépublication au Japon
- Shōgakukan a été créée en 1922, puis elle créa Shūeisha en 1925, qui elle-même créa ensuite Hakusensha en 1973.
- Kōdansha quant à elle fut créée en 1909.

### Liste de magazines de prépublication
| Magazine                               | Titre en japonais                                                 | Première publication | Public cible | Fréquence de parution | Éditeur           | Tirage (2012) | Site officiel |
| -------------------------------------- | ----------------------------------------------------------------- | -------------------- | ------------ | --------------------- | ----------------- | ------------- | ------------- |
| .hack//G.U.: The World                 | ドットハックジーユー ザ ワールド (Dotto Hakku Jī Yū Za Wārudo)    | 11 novembre 2005     | Shōnen       | Mensuel               | Kadokawa Shoten   |               |               |
| 15 no kandō climax                     | 15の感動クライマックス (Jū-go no kandō kuraimakkusu)              | 2006                 | Josei        | Bimestriel            | Ohzora Publishing |               |               |
| 4 koma nano ace                        | 4コマnanoエース (Yon-koma nano ēsu)                               | 9 mars 2011          | Yonkoma      | Bimestriel            | Kadokawa Shoten   |               |               |
| Ai no taiken Special Deluxe            | 愛の体験Specialデラックス (Ai no taiken Special Derakkusu)        | 1994                 | Josei        | Bimestriel            | Takeshobo         |               |               |
| Aria                                   | ARIA                                                              | 28 juillet 2010      | Shōjo        | Mensuel               | Kōdansha          | 12 267        |               |
| Be Love                                | BE・LOVE                                                          | 4 octobre 1980       | Josei        | Bimensuel             | Kōdansha          | 123 817       |               |
| Bessatsu CoroCoro Comic Special        | 別冊コロコロコミックSpecial (Bessatsu Korokoro Komikku Special)   | avril 1981           | Kodomo       | Mensuel               | Shōgakukan        |               |               |
| Bessatsu Friend                        | 別冊フレンド (Bessatsu Furendo)                                   | mars 1965            | Shōjo        | Mensuel               | Kōdansha          | 71 550        |               |
| Bessatsu Hana to Yume                  | 別冊花とゆめ (Bessatsu Hana to Yume)                              | juillet 1977         | Shōjo        | Mensuel               | Hakusensha        | 49 000        |               |
| Bessatsu Harmony Romance               | 別冊ハーモニィRomance (Bessatsu Hāmonyi Romance)                  |                      | Josei        | Mensuel               | Ohzora Publishing |               |               |
| Bessatsu hontō ni atta waraeru hanashi | 別冊本当にあった笑える話 (Bessatsu hontō ni atta waraeru hanashi) | 2002                 | Yonkoma      | Mensuel               | Bunkasha          |               |               |
| Bessatsu Margaret                      | 別冊マーガレット (Bessatsu Māgaretto)                             | 1964                 | Shōjo        | Mensuel               | Shūeisha          | 225 000       |               |
| Bessatsu Shōnen Champion               | 別冊少年チャンピオン (Bessatsu Shōnen Chanpion)                   | 12 juin 2012         | Shōnen       | Mensuel               | Akita Shoten      |               |               |
| Bessatsu Shōnen Magazine               | 別冊少年マガジン (Bessatsu Shōnen Magajin)                        | 9 septembre 2009     | Shōnen       | Mensuel               | Kōdansha          |               |               |
| Betsucomi                              | ベツコミ (Betsukomi)                                              | 1970                 | Shōjo        | Mensuel               | Shōgakukan        | 76 334        |               |
| Big Comic                              | ビッグコミック (Biggu Komikku)                                    | 29 février 1968      | Seinen       | Bimensuel             | Shōgakukan        | 402 667       |               |
| Big Comic Original                     | ビッグコミックオリジナル (Biggu Komikku Orijinaru)                | 1972                 | Seinen       | Bimensuel             | Shōgakukan        | 665 500       |               |
| Big Comic Spirits                      | ビッグコミックスピリッツ (Biggu Komikku Supirittsu)               | 14 octobre 1980      | Seinen       | Hebdomadaire          | Shōgakukan        | 216 834       |               |
| Big Comic Superior                     | ビッグコミックスペリオール (Biggu Komikku Superiōru)              | 1er juillet 1987     | Seinen       | Bimensuel             | Shōgakukan        | 146 000       |               |
| Champion Red                           | チャンピオンRED (Chanpion RED)                                    | 22 août 2002         | Shōnen       | Mensuel               | Akita Shoten      |               |               |
| Chara☆Mel Febri                        | キャラ☆メル Febri (Kyara☆Meru Febri)                              | 24 juillet 2010      | Shōnen       | Bimestriel            | Ichijinsha        |               |               |
| Cheese!                                | Cheese!                                                           | 24 juillet 1996      | Shōjo        | Mensuel               | Shōgakukan        | 79 000        |               |
| Ciao                                   | ちゃお (Chao)                                                     | 3 septembre 1977     | Shōjo        | Mensuel               | Shōgakukan        | 610 000       |               |
| Cocohana                               | Cocohana                                                          | 28 novembre 2011     | Josei        | Mensuel               | Shūeisha          | 80 000        |               |
| Comic B's-LOG Kyun                     | コミックビーズログ キュン! (Komikku Bīzu-Rogu Kyun)               | 15 octobre 2009      | Shōjo        | Bimestriel            | Enterbrain        |               |               |
| Comic Beam                             | コミックビーム (Komikku Bīmu)                                     | 11 novembre 1995     | Seinen       | Mensuel               | Enterbrain        |               |               |
| Comic Birz                             | コミックバーズ (Komikku Bāzu)                                     | juillet 1996         | Seinen       | Mensuel               | Gentosha          |               |               |
| Comic Flapper                          | コミックフラッパー (Komikku Furappā)                              | 5 novembre 1999      | Seinen       | Mensuel               | Media Factory     |               |               |
| Comic Gum                              | コミックガム (Komikku Gamu)                                       | 1996                 | Seinen       | Mensuel               | Wani Books        |               |               |
| Comic Heaven                           | コミックヘヴン (Komikku Hevun)                                    | 9 août 2012          | Seinen       | Bimestriel            | Nihon Bungeisha   |               |               |
| Comic High!                            | コミックハイ! (Komikku Hai!)                                      | 2 mars 2004          | Seinen       | Mensuel               | Futabasha         |               |               |
| Comic Kwai                             | コミック怪 (Komikku Kai)                                          | 22 août 2007         | Seinen       | Trimestriel           | Kadokawa Shoten   |               |               |
| Comic Ran                              | (コミック乱)                                                      |                      | Seinen       | Mensuel               | Leed              | 213 814       |               |
| Comic Ran Twins                        | (コミック乱ツインズ)                                              |                      | Seinen       | Mensuel               | Leed              | 144 474       |               |
| Monthly Comic Rex                      | Comic REX                                                         | 9 décembre 2005      | Shōnen       | Mensuel               | Ichijinsha        |               |               |
| Comic Spica                            | (comicスピカ)                                                     | 28 octobre 2011      | Shōjo        | Mensuel               | Gentosha          |               |               |
| Comic sumomo                           | (COMICすもも)                                                     | 10 août 2010         | Seinen       | Bimestriel            | Futabasha         |               |               |
| Comic Sylph                            | (シルフ)                                                          | 9 décembre 2006      | Shōjo        | Mensuel               | ASCII Media Works |               |               |
| Comic Zero Sum                         | (コミックZERO-SUM)                                                | mars 2002            | Shōjo        | Mensuel               | Ichijinsha        |               |               |
| Comptiq                                | (コンプティーク)                                                  | 10 novembre 1983     | Shōnen       | Mensuel               | Kadokawa Shoten   |               |               |
| Cookie                                 | Cookie                                                            | 1999                 | Shōjo        | Mensuel               | Shūeisha          |               |               |
| Cool-B                                 | Cool-B                                                            |                      | Josei        | Bimestriel            | Ohzora Publishing |               |               |
| CoroCoro Ichiban!                      | (コロコロイチバン!)                                               | 25 mars 2005         | Kodomo       | Mensuel               | Shōgakukan        |               |               |
| Dengeki G's Festival! Comic            | (電撃G's Festival! COMIC)                                         | 26 novembre 2007     | Seinen       | Irrégulier            | ASCII Media Works |               |               |
| Dengeki G's Magazine                   | (電撃G's magazine)                                                | 26 décembre 1992     | Shōnen       | Mensuel               | ASCII Media Works |               |               |
| Dengeki Maoh                           | (電撃マオウ)                                                      | 27 octobre 2005      | Seinen       | Mensuel               | ASCII Media Works |               |               |
| Dessert                                | (デザート)                                                        | juillet 1996         | Shōjo        | Mensuel               | Kōdansha          | 56 000        |               |
| Dragon Magazine                        | (ドラゴンマガジン)                                                | 30 janvier 1988      | Seinen       | Mensuel               | Fujimi Shobo      |               |               |
| Elegance Eve                           | (Eleganceイブ)                                                    | 26 juillet 1984      | Josei        | Mensuel               | Akita Shoten      |               |               |
| Evening                                | (イブニング) Ibuningu                                             | août 2001            | Seinen       | Bimensuel             | Kōdansha          | 129 667       |               |
| Feel Young                             | FEEL YOUNG                                                        |                      | Josei        | Mensuel               | Shodensha         | 27 800        |               |
| For Mrs.                               | (フォアミセス)                                                    | décembre 1986        | Josei        | Mensuel               | Akita Shoten      |               |               |
| For Mrs. Special                       | (for Mrs.スペシャル)                                              | 1er août 1994        | Josei        | Trimestriel           | Akita Shoten      |               |               |
| Gessan                                 | (ゲッサン)                                                        | 12 mai 2009          | Shōnen       | Mensuel               | Shōgakukan        | 65 667        |               |
| Go Go Bunch                            | (ゴーゴーバンチ)                                                  | 9 octobre 2013       | Seinen       | Trimestriel           | Shinchōsha        |               |               |
| Gokinjo no kowai uwasa                 | (ご近所の怖い噂)                                                  | 2003                 | Josei        | Mensuel               | Bunkasha          |               |               |
| Gokinjo no Warui Uwasa                 | (ご近所の悪いうわさ)                                              | 2003                 | Josei        | Mensuel               | Ohzora Publishing |               |               |
| Gokinjo Scandal                        | (ご近所スキャンダル)                                              | 2001                 | Josei        | Mensuel               | Takeshobo         |               |               |
| Grand Jump                             | (グランドジャンプ) Garando Janpu                                  | 11 juillet 2012      | Seinen       | Bimensuel             | Shūeisha          | 219 167       |               |
| Gundam Ace                             | (ガンダムエース)                                                  | 25 juin 2001         | Shōnen       | Mensuel               | Kadokawa Shoten   | 105 000       |               |
| Hana to Yume                           | (花とゆめ)                                                        | mai 1974             | Shōjo        | Bimensuel             | Hakusensha        | 167 000       |               |
| Harmony Romance                        | (ハーモニィRomance)                                               | 2000                 | Josei        | Mensuel               | Ohzora Publishing |               |               |
| Harta                                  | (ハルタ)                                                          | 15 février 2013      | Seinen       | Mensuel               | Enterbrain        |               |               |
| Hontō ni Atta Hisan na Oitachi         | (本当にあった悲惨な生いたち)                                      |                      | Josei        | Bimestriel            | Bunkasha          |               |               |
| Hontō ni atta waraeru hanashi          | (本当にあった笑える話)                                            | 2001                 | Yonkoma      | Mensuel               | Bunkasha          |               |               |
| Hontō ni atta waraeru hanashi Pinky    | (本当にあった笑える話Pinky)                                       | 2007                 | Yonkoma      | Mensuel               | Bunkasha          |               |               |
| Hontō ni Atta Yukai na Hanashi         | (本当にあったゆかいな話)                                          |                      | Yonkoma      | Mensuel               | Takeshobo         |               |               |
| Hontō ni atta yukai...                 | (本当にあったゆかいな話芸能ズキュン!)                             | 2004                 | Yonkoma      | Mensuel               | Takeshobo         |               |               |
| Hontō ni kowai dōwa                    | (ほんとうに怖い童話)                                              | 2000                 | Josei        | Mensuel               | Bunkasha          |               |               |
| Jour Suteki na Shufutachi              | (JOURすてきな主婦たち)                                            | 1985                 | Josei        | Mensuel               | Futabasha         |               |               |
| Jump Kai                               | (ジャンプ改)                                                      | 25 juin 2011         | Seinen       | Mensuel               | Shūeisha          |               |               |
| Jump Square                            | (ジャンプスクエア)                                                | 2 novembre 2007      | Shōnen       | Mensuel               | Shūeisha          | 353 334       |               |
| Kaguya Spade                           | (カグヤSPADE)                                                     | 20 janvier 2011      | Shōjo        | Bimestriel            | Shinshokan        |               |               |
| Kerokero Ace                           | (ケロケロエース)                                                  | 26 octobre 2007      | Shōnen       | Mensuel               | Kadokawa Shoten   |               |               |
| Kiss                                   | Kiss                                                              | 16 mars 1992         | Josei        | Bimensuel             | Kōdansha          |               |               |
| Kowai onna no shikaeshi                | (怖い女の仕返し)                                                  | 2004                 | Josei        | Mensuel               | Bunkasha          |               |               |
| Kyōfu no Kairaku                       | (恐怖の快楽)                                                      | 1995                 | Josei        | Mensuel               | Bunkasha          |               |               |
| LaLa                                   | LaLa                                                              | juillet 1976         | Shōjo        | Mensuel               | Hakusensha        | 153 500       |               |
| LaLa DX                                | LaLa DX                                                           | 9 juillet 1983       | Shōjo        | Mensuel               | Hakusensha        | 64 300        |               |
| Manga 4-koma Palette                   | (まんが4コマぱれっと)                                             | 2006                 | Yonkoma      | Mensuel               | Ichijinsha        |               |               |
| Manga Action                           | (漫画アクション)                                                  | 7 juillet 1967       | Seinen       | Hebdomadaire          | Futabasha         |               |               |
| Manga Club                             | (まんがくらぶ)                                                    | mars 1987            | Yonkoma      | Mensuel               | Takeshobo         |               |               |
| Manga Club Original                    | (まんがくらぶオリジナル)                                          | mai 1999             | Yonkoma      | Mensuel               | Takeshobo         |               |               |
| Manga Erotics F                        | (マンガ・エロティクス・エフ)                                      | 1er janvier 2001     | Seinen       | Bimestriel            | Ohta Publishing   |               |               |
| Manga Grimm Dōwa                       | (まんがグリム童話)                                                | 2000                 | Josei        | Mensuel               | Bunkasha          |               |               |
| Manga Home                             | (まんがホーム)                                                    | 3 novembre 1987      | Yonkoma      | Mensuel               | Hōbunsha          |               |               |
| Manga Life                             | (まんがライフ)                                                    | novembre 1984        | Yonkoma      | Mensuel               | Takeshobo         |               |               |
| Manga Life Momo                        | (まんがライフMOMO)                                                |                      | Yonkoma      | Mensuel               | Takeshobo         |               |               |
| Manga Life Original                    | (まんがライフオリジナル)                                          | 11 juillet 1988      | Yonkoma      | Mensuel               | Takeshobo         |               |               |
| Manga Life Selection                   | (まんがライフセレクション)                                        |                      | Yonkoma      |                       | Takeshobo         |               |               |
| Manga Time                             | (まんがタイム)                                                    | 7 mai 1981           | Yonkoma      | Mensuel               | Hōbunsha          |               |               |
| Manga Time Collection                  | (まんがタイムコレクション)                                        | novembre 1995        | Yonkoma      | Irrégulier            | Hōbunsha          |               |               |
| Manga Time Family                      | (まんがタイムファミリー)                                          | août 1984            | Yonkoma      | Mensuel               | Hōbunsha          |               |               |
| Manga Time Jumbo                       | (まんがタイムジャンボ)                                            | 12 avril 1995        | Yonkoma      | Mensuel               | Hōbunsha          |               |               |
| Manga Time Kirara                      | (まんがタイムきらら)                                              | 9 septembre 2004     | Yonkoma      | Mensuel               | Hōbunsha          |               |               |
| Manga Time Kirara Carat                | (まんがタイムきららキャラット)                                    | 28 septembre 2005    | Yonkoma      | Mensuel               | Hōbunsha          |               |               |
| Manga Time Kirara Carino               | (まんがタイムきららカリノ)                                        | 27 janvier 2012      | Seinen       | Trimestriel           | Hōbunsha          |               |               |
| Manga Time Kirara Forward              | (まんがタイムきららフォワード)                                    | 23 mars 2006         | Seinen       | Mensuel               | Hōbunsha          |               |               |
| Manga Time Kirara Max                  | (まんがタイムきららMAX)                                           | 29 septembre 2004    | Yonkoma      | Mensuel               | Hōbunsha          |               |               |
| Manga Time Kirara Miracle              | (まんがタイムきららミラク)                                        | 16 mars 2011         | Yonkoma      | Mensuel               | Hōbunsha          |               |               |
| Manga Time Original                    | (まんがタイムオリジナル)                                          |                      | Yonkoma      | Mensuel               | Hōbunsha          |               |               |
| Manga Time Special                     | (まんがタイムスペシャル)                                          | juin 1992            | Yonkoma      | Mensuel               | Hōbunsha          |               |               |
| Manga Town                             | (まんがタウン)                                                    | 5 novembre 2000      | Yonkoma      | Mensuel               | Futabasha         |               |               |
| Margaret                               | (マーガレット)                                                    | 1963                 | Shōjo        | Bimensuel             | Shūeisha          | 70 667        |               |
| Melody                                 | MELODY                                                            |                      | Shōjo        | Mensuel               | Hakusensha        | 48 500        |               |
| Mikosuri Hangekijō                     | (みこすり半劇場)                                                  | 1990                 | Yonkoma      | Bimensuel             | Bunkasha          |               |               |
| Mini Pearl                             | (miniパラ)                                                        | 2001                 | Shōjo        | Bimestriel            | Takeshobo         |               |               |
| Monthly Afternoon                      | (月刊アフタヌーン) Gekkan Afutanān                                | 1986                 | Seinen       | Mensuel               | Kōdansha          |               |               |
| Monthly Asuka                          | (月刊あすか) Gekkan Asuka                                         | 1985                 | Shōjo        | Mensuel               | Kadokawa Shoten   | 29 167        |               |
| Monthly Comic@Bunch                    | (月刊コミック@バンチ)                                             | 21 janvier 2011      | Seinen       | Mensuel               | Shinchōsha        |               |               |
| Monthly Comic Alive                    | (月刊コミックアライブ)                                            | 27 juin 2006         | Seinen       | Mensuel               | Media Factory     |               |               |
| Monthly Comic Avarus                   | (月刊コミックアヴァルス)                                          | septembre 2007       | Shōjo        | Mensuel               | Mag Garden        |               |               |
| Monthly Comic Blade                    | (月刊コミックブレイド)                                            | 28 février 2002      | Shōnen       | Mensuel               | Mag Garden        |               |               |
| Monthly Comic Dengeki Daioh            | (月刊コミック電撃大王)                                            | 18 avril 1994        | Shōnen       | Mensuel               | ASCII Media Works |               |               |
| Monthly Comic Gene                     | (月刊コミックジーン)                                              | 15 juin 2011         | Josei        | Mensuel               | Media Factory     |               |               |
| Monthly Comic Ryū                      | (月刊COMICリュウ)                                                 | 1979                 | Seinen       | Mensuel               | Tokuma Shoten     |               |               |
| Monthly Comic Zenon                    | (月刊コミックゼノン)                                              | 2010                 | Seinen       | Mensuel               | Tokuma Shoten     |               |               |
| Monthly Comp Ace                       | (月刊コンプエース)                                                | 26 mars 2005         | Seinen       | Mensuel               | Kadokawa Shoten   |               |               |
| Monthly CoroCoro Comic                 | (月刊コロコロコミック)                                            | 15 avril 1977        | Kodomo       | Mensuel               | Shōgakukan        |               |               |
| Monthly Dragon Age                     | (月刊ドラゴンエイジ) Gekkan Doragon Eiji                          | avril 2003           | Shōnen       | Mensuel               | Fujimi Shobo      | 24 000        |               |
| Monthly Flowers                        | (月刊flowers)                                                     | 27 avril 2002        | Josei        | Mensuel               | Shōgakukan        |               |               |
| Monthly Gangan Joker                   | (月刊ガンガンJOKER)                                               | 22 avril 2009        | Shōnen       | Mensuel               | Square Enix       |               |               |
| Monthly GFantasy                       | (月刊Gファンタジー)                                               | 18 mars 1993         | Shōnen       | Mensuel               | Square Enix       |               |               |
| Monthly Ikki                           | (月刊IKKI) Gekkan Ikki                                            | avril 2003           | Seinen       | Mensuel               | Shōgakukan        |               |               |
| Monthly Princess                       | (月刊プリンセス) Gekkan Purinsesu                                 | 1974                 | Shōjo        | Mensuel               | Akita Shoten      |               |               |
| Monthly Shōnen Ace                     | (月刊少年エース) Gekkan Shōnen Ēsu                                | octobre 1994         | Shōnen       | Mensuel               | Kadokawa Shoten   |               |               |
| Monthly Shōnen Champion                | (月刊少年チャンピオン)                                            | mars 1970            | Shōnen       | Mensuel               | Akita Shoten      |               |               |
| Monthly Shōnen Gangan                  | (月刊少年ガンガン) Gekkan Shōnen Gangan                           | 1991                 | Shōnen       | Mensuel               | Square Enix       |               |               |
| Monthly Shōnen Magazine                | (月刊少年マガジン) Gekkan Shōnen Magajin                          | 1964                 | Shōnen       | Mensuel               | Kōdansha          | 730 000       |               |
| Monthly Shōnen Rival                   | (月刊少年ライバル)                                                | 4 avril 2008         | Shōnen       | Mensuel               | Kōdansha          |               |               |
| Monthly Shōnen Sirius                  | (月刊少年シリウス)                                                | mai 2005             | Shōnen       | Mensuel               | Kōdansha          | 11 500        |               |
| Monthly Sunday Gene-X                  | (月刊サンデージェネックス) Gekkan Sandē Genekkusu                 | 19 juin 2000         | Seinen       | Mensuel               | Shōgakukan        | 19 000        |               |
| Monthly You                            | (月刊YOU)                                                         | 25 novembre 2011     | Josei        | Mensuel               | Shūeisha          |               |               |
| Monthly Young King                     | (月刊ヤングキング)                                                | 19 octobre 2006      | Seinen       | Mensuel               | Shōnen Gahōsha    |               |               |
| Morning                                | (モーニング) Mōningu                                              | 1982                 | Seinen       | Hebdomadaire          | Kōdansha          |               |               |
| Monthly Morning Two                    | (モーニング・ツー)                                                | 10 août 2006         | Seinen       | Mensuel               | Kōdansha          | 20 700        |               |
| Muteki Renai S* girl                   | (無敵恋愛S* girl)                                                 | 2004                 | Shōjo        | Mensuel               | Bunkasha          |               |               |
| Mystery Bonita                         | (ミステリーボニータ)                                              | 1988                 | Shōjo        | Mensuel               | Akita Shoten      |               |               |
| Nakayoshi                              | (なかよし)                                                        | décembre 1954        | Shōjo        | Mensuel               | Kōdansha          | 163 334       |               |
| Neko Punch                             | (ねこぱんち)                                                      | 2006                 | Seinen       | Mensuel               | Shōnen Gahōsha    |               |               |
| Nemesis                                | (ネメシス)                                                        | 7 juillet 2010       | Seinen       | Bimestriel            | Kōdansha          |               |               |
| Nyantype                               | (娘TYPE)                                                          | 30 avril 2009        | Seinen       | Mensuel               | Kadokawa Shoten   |               |               |
| Office You                             | (オフィスユー)                                                    | 1985                 | Shōjo        | Mensuel               | Shūeisha          | 83 000        |               |
| Petit Comic                            | (プチコミック)                                                    |                      | Josei        | Mensuel               | Shōgakukan        | 100 000       |               |
| Play Comic                             | (プレイコミック)                                                  | juin 1968            | Seinen       | Bimensuel             | Akita Shoten      |               |               |
| Princess Gold                          | (プリンセスGOLD)                                                  | 1979                 | Shōjo        | Mensuel               | Akita Shoten      |               |               |
| Pucchi Gumi                            | (ぷっちぐみ)                                                      | 14 juillet 2006      | Shōjo        | Mensuel               | Shōgakukan        |               |               |
| Renai Cherry Pink                      | (恋愛チェリーピンク)                                              | 2006                 | Shōjo        | Bimestriel            | Akita Shoten      |               |               |
| Renai Hakusho Pastel                   | (恋愛白書パステル)                                                | 1985                 | Josei        | Mensuel               | Ohzora Publishing |               |               |
| Renai Lovemax                          | (恋愛LoveMAX)                                                     | 1999                 | Josei        | Bimestriel            | Akita Shoten      |               |               |
| Renai Paradise                         | (恋愛天国)                                                        | 2001                 | Shōjo        | Mensuel               | Takeshobo         |               |               |
| Renai Revolution                       | (恋愛Revolution)                                                  | 2005                 | Josei        | Bimestriel            | Ohzora Publishing |               |               |
| Ribon                                  | (りぼん)                                                          | août 1955            | Shōjo        | Mensuel               | Shūeisha          | 213 334       |               |
| Saikō no ai to kandō                   | (最高の愛と感動)                                                  | 2001                 | Josei        | Bimestriel            | Ohzora Publishing |               |               |
| Saikyō Jump                            | (最強ジャンプ)                                                    | 3 octobre 2010       | Kodomo       | Mensuel               | Shūeisha          | 216 667       |               |
| Samouraï Ace                           | (サムライエース)                                                  | 26 juin 2012         | Seinen       | Bimestriel            | Kadokawa Shoten   |               |               |
| Shiawase na kekkon                     | (幸せな結婚)                                                      | 1999                 | Josei        | Bimestriel            | Ohzora Publishing |               |               |
| Shōjo Comic                            | (少女コミック)                                                    | avril 1968           | Shōjo        | Bimensuel             | Shōgakukan        | 152 834       |               |
| Shunin ga yuku! Special                | (主任がゆく!スペシャル)                                           | 2006                 | Yonkoma      | Mensuel               | Bunkasha          |               |               |
| Silky                                  | Silky                                                             |                      | Josei        | Mensuel               | Hakusensha        | 45 100        |               |
| Super Dash & Go!                       | (スーパーダッシュ&ゴー!)                                          | 25 octobre 2011      | Seinen       | Mensuel               | Shūeisha          |               |               |
| The Margaret                           | (ザ マーガレット)                                                 | 1982                 | Shōjo        | Bimestriel            | Shūeisha          | 108 000       |               |
| Ultra Jump                             | (ウルトラジャンプ)                                                | 1999                 | Seinen       | Mensuel               | Shūeisha          | 58 334        |               |
| V Jump                                 | (Vジャンプ)                                                       | 1993                 | Shōnen       | Mensuel               | Shūeisha          | 306 667       |               |
| WAaI!                                  | (わぁい!)                                                         | 24 avril 2010        | Seinen       | Trimestriel           | Ichijinsha        |               |               |
| Weekly Manga Goraku                    | (週刊漫画ゴラク)                                                  | 1968                 | Seinen       | Hebdomadaire          | Nihon Bungeisha   |               |               |
| Weekly Manga Times                     | (週刊漫画TIMES)                                                   | novembre 1956        | Seinen       | Hebdomadaire          | Hōbunsha          |               |               |
| Weekly Shōnen Champion                 | (週刊少年チャンピオン) Shūkan Shōnen Chanpion                     | 15 juillet 1969      | Shōnen       | Hebdomadaire          | Akita Shoten      |               |               |
| Weekly Shōnen Jump                     | (週刊少年ジャンプ) Shūkan Shōnen Janpu                            | 2 juillet 1968       | Shōnen       | Hebdomadaire          | Shūeisha          | 2 838 334     |               |
| Weekly Shōnen Magazine                 | (週刊少年マガジン) Shūkan Shōnen Magajin                          | 17 mars 1959         | Shōnen       | Hebdomadaire          | Kōdansha          | 1 412 584     |               |
| Weekly Shōnen Sunday                   | (週刊少年サンデー) Shūkan Shōnen Sandē                            | 17 mars 1959         | Shōnen       | Hebdomadaire          | Shōgakukan        | 525 834       |               |
| Weekly Young Jump                      | (週刊ヤングジャンプ) Shūkan Yangu Janpu                           | mai 1979             | Seinen       | Hebdomadaire          | Shūeisha          | 636 667       |               |
| Weekly Young Magazine                  | (週刊ヤングマガジン) Shūkan Yangu Magajin                         | 16 juin 1980         | Seinen       | Hebdomadaire          | Kōdansha          |               |               |
| Wings                                  | (ウィングス)                                                      | 1982                 | Shōjo        | Mensuel               | Shinshokan        |               |               |
| Woman gekishō                          | (ウーマン劇場)                                                    | 1999                 | Josei        | Mensuel               | Takeshobo         |               |               |
| Young Ace                              | (ヤングエース)                                                    | 4 juillet 2009       | Seinen       | Mensuel               | Kadokawa Shoten   |               |               |
| Young Animal                           | (ヤングアニマル)                                                  | 1989                 | Seinen       | Bimensuel             | Hakusensha        | 151 167       |               |
| Young Champion                         | (ヤングチャンピオン)                                              | mars 1988            | Seinen       | Bimensuel             | Akita Shoten      |               |               |
| Young Comic                            | (ヤングコミック)                                                  | 10 août 1967         | Seinen       | Mensuel               | Shōnen Gahōsha    |               |               |
| Young Gangan                           | (ヤングガンガン)                                                  | 3 décembre 2004      | Seinen       | Bimensuel             | Square Enix       |               |               |
| Young King                             | (ヤングキング) Yangu Kingu                                        | 1987                 | Seinen       | Bimensuel             | Shōnen Gahōsha    |               |               |
| Young King Ours                        | (ヤングキングアワーズ) Yangu Kingu Awāzu                          | 1993                 | Seinen       | Mensuel               | Shōnen Gahōsha    |               |               |
| Young Love Comic aya                   | Young Love Comic aya                                              | 2004                 | Josei        | Mensuel               | Ohzora Publishing |               |               |

### Magazines érotiques ou pornographiques
| Magazine          | Titre en kanji       | Première publication | Type    | Fréquence de parution | Éditeur          | Site officiel |
| ----------------- | -------------------- | -------------------- | ------- | --------------------- | ---------------- | ------------- |
| B-boy Kichiku     | b-Boy キチク         |                      | Yaoi    | Bimestriel            | Libre Publishing |               |
| Be x Boy Gold     | BE・BOY GOLD         |                      | Yaoi    | Bimestriel            | Libre Publishing |               |
| BLink             | BLink                | 7 février 2011       | Yaoi    | Bimestriel            | Shūeisha         |               |
| Chara             | Chara                | 1994                 | Yaoi    | Bimestriel            | Tokuma Shoten    |               |
| Chara Selection   | Chara Selection      | 1995                 | Yaoi    | Bimestriel            | Tokuma Shoten    |               |
| Ciel              | CIEL                 |                      | Yaoi    | Mensuel               | Kadokawa Shoten  |               |
| Citron            | Citron               | 2010                 | Yaoi    | Bimensuel             | Libre Publishing |               |
| Comic June        | コミックJUNE         |                      | Yaoi    | Bimestriel            | June-net         |               |
| Comic LO          | 成年コミックエルオー | octobre 2002         | Lolicon | Mensuel               | Akane Shinsha    |               |
| Comic MegaStore   | コミックメガストア   | 17 juin 2003         | Hentai  | Mensuel               | Core Magazine    |               |
| Comic MegaStore H | コミックメガストアH  | 1er juin 2003        | Hentai  | Mensuel               | Core Magazine    |               |
| Comic RIN         | コミックリン         | 16 décembre 2004     | Hentai  | Mensuel               | Akane Shinsha    |               |
| Comic Sigma       | コミック シグマ      | 29 septembre 2006    | Hentai  | Mensuel               | Akane Shinsha    |               |
| Comic Tenma       | コミック天魔         | juin 1998            | Hentai  | Mensuel               | Akane Shinsha    |               |
| Comic Yuri Hime   | コミック百合姫       | juillet 2005         | Yuri    | Mensuel               | Ichijinsha       |               |
| Dear Plus         | ディアプラス         | 1997                 | Yaoi    | Mensuel               | Shinshokan       |               |
| Gâteau            | gateau               | 2011                 | Yaoi    | Bimestriel            | Ichijinsha       |               |
| Hanamaru manga    | 花丸漫画             | 28 juillet 2011      | Yaoi    | Trimestriel           | Hakusensha       |               |
| Hanaoto           | 花音                 | septembre 1994       | Yaoi    | Mensuel               | Hōbunsha         |               |
| Karens            | 花恋                 | 2005                 | Yaoi    | Bimestriel            | Nihon Bungeisha  |               |
| Links             | リンクス             | 2012                 | Yaoi    | Mensuel               | Gentosha         |               |
| Magazine Be x Boy | MAGAZINE BE×BOY      | mars 1993            | Yaoi    | Mensuel               | Libre Publishing |               |
| Namaiki !         | Namaikiッ!           |                      | Hentai  | Mensuel               | Takeshobo        |               |
| onBLUE            | onBLUE               |                      | Yaoi    | Trimestriel           | Shodensha        |               |
| Reijin            | 麗人                 | 1993                 | Yaoi    | Bimestriel            | Takeshobo        |               |
| Rutile            | ルチル               | 1997                 | Yaoi    | Bimestriel            | Gentosha         |               |

### Éditions spéciales des magazines
| Magazine                              | Nom Japonais                     | Magazine parent                     | Première publication | Type de manga | Frequence d'édition | Maison d'édition  |
| ------------------------------------- | -------------------------------- | ----------------------------------- | -------------------- | ------------- | ------------------- | ----------------- |
| Bessatsu Margaret sister              | 別冊マーガレットsister           | Bessatsu Margaret                   | 2010                 | Shōjo         | Événementiel        | Shūeisha          |
| bianca                                | bianca                           | Bessatsu Margaret                   | 2012                 | Shōjo         | Événementiel        | Shūeisha          |
| Big Comic Original Special            | ビッグコミックオリジナル増刊     | Big Comic Original                  | 1997                 | Seinen        | Bimestriel          | Shōgakukan        |
| Big Comic Special                     | ビッグコミック増刊号             | Big Comic                           | 1997                 | Seinen        | 5 fois par an       | Shōgakukan        |
| Champion Red Ichigo                   | チャンピオンRED いちご           | Champion Red                        | 2006                 | Seinen        | Bimestriel          | Akita Shoten      |
| Cheese Special                        | Cheese!増刊号                    | Cheese!                             |                      | Shōjo         | Bimestriel          | Shōgakukan        |
| Cheri Plus                            | シェリプラス                     | Dear Plus                           | 2011                 | Yaoi          | 3 fois par an       | Shinshokan        |
| Ciao Deluxe                           | ちゃおデラックス                 | Ciao                                |                      | Shōjo         | Bimestriel          | Shōgakukan        |
| Ciao Deluxe Or                        | ちゃおデラックスホラー           | Ciao                                | 2009                 | Shōjo         | 3 fois par an       | Shōgakukan        |
| Ciel Tres Tres                        | CIEL TresTres                    | Ciel                                | 2002                 | Yaoi          | Bimestriel          | Kadokawa Shoten   |
| Comic Zero Sum Special Ward           | コミックZERO-SUM増刊WARD         | Comic Zero Sum                      | 2003                 | Shōjo         | Bimestriel          | Ichijinsha        |
| CoroCoro G                            | コロコロG                        | CoroCoro Comic                      | 2010                 | Kodomo        | Événementiel        | Shōgakukan        |
| Deluxe Comi                           | デラックスベツコミ               | Betsucomi                           |                      | Shōjo         | Bimestriel          | Shōgakukan        |
| Eve Special motto !                   | イブSpecial もっと!              | Elegance Eve                        |                      | Josei         | Événementiel        | Akita Shoten      |
| Good Afternoon                        | good!アフタヌーン                | Afternoon                           | 2008                 | Seinen        | Bimestriel          | Kōdansha          |
| Grand Jump PREMIUM                    | グランドジャンプPREMIUM          | Grand Jump                          | 2011                 | Seinen        | Mensuel             | Shūeisha          |
| Gundam Newtype                        | ガンダムユニコーンエース         | Newtype                             | 2010                 | Seinen        | Événementiel        | Kadokawa Shoten   |
| Harmony Romance Special               | ハーモニィRomance増刊            | Harmony Romance                     | 2009                 |               | 3 fois par an       | Ohzora Publishing |
| Hontō ni atta waraeru hanashi Special | 本当にあった笑える話スペシャル   | Hontō ni atta waraeru hanashi Pinky | 2008                 | 4 koma        | ?                   | Bunkasha          |
| Itan                                  | ITAN                             | Be Love                             | 2010                 | Shōjo         | Trimestriel         | Kōdansha          |
| Jump SQ. LaB                          | ジャンプSQ.LaB                   | Jump Square                         | 2011                 | Shōnen        | Événementiel        | Shūeisha          |
| Jump SQ.19                            | ジャンプSQ.19                    | Jump Square                         | 2010                 | Shōnen        | Bimestriel          | Shūeisha          |
| Junk ! Boy                            | JUNK!BOY                         | Magazine Be x Boy                   | 2006                 | Yaoi          | 3 fois par an       | Libre Publishing  |
| Keroro Land                           | ケロロランド                     | Kerokero Ace                        | 2005                 | Kodomo        | Bimestriel          | Kadokawa Shoten   |
| Kiss Plus                             | Kiss PLUS                        | Kiss                                | 1992                 | Josei         | Bimensuel           | Kōdansha          |
| Magazine Special                      | マガジンSPECIAL                  | Weekly Shōnen Magazine              | 1983                 | Shōnen        | Mensuel             | Kōdansha          |
| Miracle Jump                          | ミラクルジャンプ                 | Weekly Young Jump                   | 2011                 | Seinen        | Bimestriel          | Shūeisha          |
| Monthly ! Spirit                      | 月刊!スピリッツ                  | Big Comic Spirits                   | 2009                 | Seinen        | Mensuel             | Shōgakukan        |
| Monthly Big Gangan                    | 月刊ビッグガンガン               | Young Gangan                        | 2007                 | Seinen        | Mensuel             | Square Enix       |
| Monthly Shōnen Magazine +             | 月刊少年マガジン+                | Monthly Shōnen Magazine             | 2011                 | Shōnen        | 3 fois par an       | Kōdansha          |
| Monthly Young Magazine                | 月刊ヤングマガジン               | Weekly Young Magazine               | 1999                 | Seinen        | Mensuel             | Kōdansha          |
| Oyatsu Neko Punch                     | OYATSUねこぱんち                 | Neko Punch                          | 2009                 | 4 koma        | 3 fois par an       | Shōnen Gahōsha    |
| Petit Comic Special                   | プチコミック増刊号               | Petit Comic                         | 1978                 | Josei         | Trimestriel         | Shōgakukan        |
| Petit Princess                        | プチプリンセス                   | Princess Gold                       | 2002                 | Shōjo         | Bimestriel          | Akita Shoten      |
| Reijin Bravo !                        | 麗人Bravo!                       | Reijin                              |                      | Yaoi          | 2 fois par an       | Takeshobo         |
| Ribon Special                         | りぼん大増刊号 りぼんスペシャル  | Ribon                               | 1990                 | Shōjo         | 5 fois par an       | Shūeisha          |
| Shōnen Jump NEXT!                     | 少年ジャンプNEXT!                | Weekly Shōnen Jump                  | 1996                 | Shōnen        | 4 fois par an       | Shūeisha          |
| Silky Special                         | Silky Special                    | Silky                               | 2000                 | Josei         | Bimestriel          | Hakusensha        |
| Special flowers                       | 増刊flowers                      | Flowers                             | 2012                 | Josei         | Trimestriel         | Shōgakukan        |
| The Ai no taiken Best                 | ザ・愛の体験Best                 | Ai no taiken Special Deluxe         |                      |               | 2 fois par an       | Takeshobo         |
| The Dessert                           | THEデザート                      | Dessert                             |                      | Shōjo         | Bimestriel          | Kōdansha          |
| The Hana to Yume                      | ザ花とゆめ                       | Hana to Yume                        | 1999                 | Shōjo         | Bimestriel          | Hakusensha        |
| Tricolor Lala                         | トリコロールLaLa                 | LaLa                                | 2012                 | Shōjo         | Bimestriel          | Hakusensha        |
| Type-Moon Ace                         | TYPE-MOONエース                  | Comptiq                             | 2008                 | Seinen        | Événementiel        | Kadokawa Shoten   |
| Waal ! Mahalo                         | わぁい! Mahalo                   | WAaI!                               | 2012                 | Seinen        | Trimestriel         | Ichijinsha        |
| Weekly Shōnen Sunday S                | 週刊少年サンデーS                | Weekly Shōnen Sunday                | 1978                 | Shōnen        | Mensuel             | Shōgakukan        |
| Weekly Young Jump Special Aoharu      | 週刊ヤングジャンプ増刊アオハル   | Weekly Young Jump                   | 2010                 | Seinen        | Événementiel        | Shūeisha          |
| Young Animal arashi                   | ヤングアニマル嵐                 | Young Animal                        | 2000                 | Seinen        | Mensuel             | Hakusensha        |
| Young Animal Special Island           | ヤングアニマル増刊あいらんど     | Young Animal                        | 2004                 | Seinen        | Trimestriel         | Hakusensha        |
| Young Champion retsu                  | ヤングチャンピオン烈             | Young Champion                      | 2006                 | Seinen        | Mensuel             | Akita Shoten      |
|                                       | 15の感動クライマックススペシャル | 15 no kandō climax                  | 2010                 |               | Bimestriel          | Ohzora Publishing |
|                                       | 別フレ                           | Bessatsu Friend                     | 2012                 | Shōjo         | Bimestriel          | Kōdansha          |
|                                       | 魔法少女リリカルなのはtype       | Comptiq                             | 2010                 | Seinen        | Événementiel        | Kadokawa Shoten   |
|                                       | 電撃萌王                         | Dengeki Daioh                       | 2002                 | Seinen        | Bimestriel          | ASCII Media Works |
|                                       | ボーイズキャピ!                  | Hanaoto                             |                      | Yaoi          | Trimestriel         | Hōbunsha          |
|                                       | すくすくパラダイス               | Hontou ni atta yukai...             | 2006                 | 4 koma        | 3 fois par an       | Takeshobo         |
|                                       | おとなのねこぱんち               | Neko Punch                          | 2008                 | 4 koma        | Événementiel        | Shōnen Gahōsha    |
|                                       | お江戸ねこぱんち                 | Neko Punch                          | 2010                 | 4 koma        | 2 fois par an       | Shōnen Gahōsha    |
|                                       | 姉系プチコミック                 | Petit Comic                         | 2010                 | Josei         | Événementiel        | Shōgakukan        |

### Magazines dont la publication a été stoppée
| Magazine                                                          | Nom Japonais                                                         | Première publication       | Dernière publication   | Type de manga              | Frequence d'édition | Maison d'édition      |
| ----------------------------------------------------------------- | -------------------------------------------------------------------- | -------------------------- | ---------------------- | -------------------------- | ------------------- | --------------------- |
| Asuka Fantasy DX                                                  | 月刊ASUKAファンタジーDX                                              | juin 1994                  | novembre 2000          | Shōjo                      | mensuel             | Kadokawa Shoten       |
| Ax                                                                |                                                                      | mars 1998                  | octobre 2001           | Anime                      | mensuel             | Sony Magazines        |
| Bessatsu Manga Goraku                                             | 別冊漫画ゴラク                                                       | 1981                       | février 2014           | Seinen                     | Mensuel             | Nihon Bungeisha       |
| Bessatsu Shōnen Sunday                                            | 別冊少年サンデー                                                     | 1960                       | mars 1974              | Shōnen                     | mensuel             | Shōgakukan            |
| Big Comic For Lady                                                | ビッグコミックfor Ladies                                             | 1981                       | 1990                   | Josei                      | mensuel             | Shōgakukan            |
| Big Gold                                                          | ビッグゴールド                                                       | juin 1978 17 décembre 1992 | juillet 1985 mars 1999 | Seinen                     | mensuel             | Shōgakukan            |
| Boy's Life                                                        | ボーイズライフ                                                       | 1er avril 1963             | 1er août 1969          | Shōnen                     | mensuel             | Shōgakukan            |
| Business Jump                                                     | ビジネスジャンプ                                                     | juillet 1985               | novembre 2011          | Seinen                     | mensuel             | Shūeisha              |
| Chorus                                                            | コーラス                                                             | 28 mai 1994                | octobre 2011           | Josei                      | mensuel             | Shūeisha              |
| Chuchu                                                            | ちゅちゅ                                                             | décembre 2005              | février 2010           | Shōjo                      | mensuel             | Shōgakukan            |
| COM                                                               | コム                                                                 | janvier 1967               | 1972                   | Alternatif                 | mensuel             | Osamu Tezuka          |
| Combat Comic                                                      | 月刊コンバットコミック                                               | 1986                       | 2001                   | Seinen                     | mensuel             | Nihon Shuppansha      |
| Comi Digi +                                                       | 隔月コミデジ+                                                        | 21 avril 2006              | 21 août 2008           | Seinen                     | bimestriel          | Flex Comix            |
| Comic Blade Masamune                                              | コミックブレイドマサムネ                                             | décembre 2002              | juin 2007              | Shōnen                     | bimestriel          | Mag Garden            |
| Comic Bom Bom                                                     | コミックボンボン                                                     | 15 octobre 1981            | 15 novembre 2007       | Kodomo                     | mensuel             | Kōdansha              |
| Comic Crimson                                                     | コミック クリムゾン                                                  | mars 1998                  | mai 2003               | Shōjo                      | bimestriel          | Sobisha               |
| Comic Yell!                                                       | コミックエール!                                                      | 11 mai 2007                | 9 mai 2009             | Seinen                     |                     | Hōbunsha              |
| Comic Yuri Hime S                                                 | コミック百合姫S                                                      | juillet 2005               | 2010                   | Yuri                       | Trimestriel         | Ichijinsha            |
| Cutie Comic                                                       | キューティ•コミック                                                  | 1998                       | juillet 2001           | Josei                      | mensuel             | Takarajimasha         |
| Dengeki Comic Gao!                                                | 月刊電撃コミックガオ!                                                | 27 décembre 1992           | 27 février 2008        | Shōnen                     | mensuel             | MediaWorks            |
| Dengeki Teioh                                                     | 電撃帝王                                                             | 26 avril 2004              | 26 novembre 2006       | Seinen                     | trimestriel         | ASCII Media Works     |
| Dragon Age Pure                                                   | ドラゴンエイジピュア                                                 | 30 janvier 2006            | 20 février 2009        | Shōnen                     | bimestriel          | Fujimi Shobo          |
| Fellows!                                                          | Fellows!                                                             | 14 octobre 2010            | janvier 2013           | Seinen                     | bimestriel          | Enterbrain            |
| Gangan Powered                                                    | ガンガンパワード                                                     | mars 2001                  | février 2009           | Shōnen                     | mensuel             | Square Enix           |
| Garo                                                              | ガロ                                                                 | juillet 1964               | décembre 2002          | Alternatif                 | mensuel             | Katsuichi Nagai       |
| Hanayume EX                                                       | 花ゆめEX                                                             | 1983                       | 1985                   | Shōjo                      | biannuel            | Hakusensha            |
| Judy                                                              | ジュディ                                                             |                            | 23 août 2008           | Josei                      | mensuel             | Shōgakukan            |
| Kindai Mahjong Gold                                               | 近代麻雀ゴールド                                                     |                            | février 2006           | Mahjong (masculin)         | mensuel             | Takeshobō             |
| Kōshoku Shōnen no Susume                                          | 好色少年のススメ                                                     | 11 décembre 2002           | 25 septembre 2006      | Shotacon (masculin)        | irrégulier          | Akane Shinsha         |
| Lemon People                                                      | レモンピープル                                                       | décembre 1981              | novembre 1998          | Adulte (masculin)          | mensuel             | Kubo Shoten           |
| Magazine Z                                                        | 月刊マガジンZ                                                        | 1999                       | 26 janvier 2009        | seinen                     | mensuel             | Kōdansha              |
| Manga Burikko                                                     | 漫画ブリッコ                                                         | novembre 1982              | 1986                   | Lolicon (adulte, masculin) | mensuel             | Serufu Shuppan        |
| Manga Sunday                                                      | 漫画サンデー                                                         | juin 2012                  | février 2013           | Seinen                     | bimensuel           | Jitsugyo no Nihon Sha |
| Manga Town Original                                               | まんがタウンオリジナル                                               | novembre 2002              | septembre 2006         | Yonkoma                    | mensuel             | Futabasha             |
| Mimi                                                              | ミミ                                                                 | 1975                       | 1996                   | Shōjo                      | mensuel             | Kōdansha              |
| Monthly Comic Dragon                                              | 月刊コミックドラゴン                                                 | septembre 1992             | avril 2003             | Shōnen                     | mensuel             | Fujimi Shobo          |
| Monthly Dragon Junior                                             | 月刊ドラゴンジュニア                                                 | 26 juillet 1997            | 2003                   | Shōnen                     | mensuel             | Fujimi Shobo          |
| Monthly Gangan Wing                                               | 月刊ガンガンWING                                                     | 1996                       | 26 février 2009        | Shōnen                     | mensuel             | Square Enix           |
| Monthly Halloween                                                 | 月刊ハロウィン                                                       | janvier 1986               | décembre 1995          | Shōjo                      | mensuel             | Asahi Sonorama        |
| Monthly Manga Shōnen                                              | 月刊漫画少年                                                         | décembre 1947              | octobre 1955           | Shōnen                     | mensuel             | Kōdansha              |
| Monthly Shōnen Captain                                            | 月刊少年キャプテン                                                   | janvier 1985               | janvier 1997           | Shōnen                     | mensuel             | Tokuma Shoten         |
| Monthly Shōnen Jump (Autrefois Bessatsu Shōnen Jump)              | 月刊少年ジャンプ (Autrefois 別冊少年ジャンプ)                        | 6 février 1970             | 6 juin 2007            | Shōnen                     | mensuel             | Shūeisha              |
| Monthly Super Action                                              | スーパーアクション                                                   | 1983                       | 1987                   | Seinen                     | mensuel             | Futabasha             |
| Nemuki                                                            | ネムキ                                                               | 1991                       | 2013                   | Shōjo                      |                     | Asahi Sonorama        |
| Newtype Ace                                                       | ニュータイプエース                                                   | 10 septembre 2011          | 10 juillet 2013        | Shōnen                     | mensuel             | Kadokawa Shoten       |
| Oh Super Jump                                                     | オースーパージャンプ                                                 | 19 mars 1996               | août 2010              | Seinen                     | mensuel             | Shūeisha              |
| Ribon Original                                                    | りぼんオリジナル                                                     | 1981                       | juin 2006              | Shōjo                      | bimestriel          | Shūeisha              |
| Shōjo Friend                                                      | 少女フレンド                                                         | 1962                       | septembre 1996         | Shōjo                      | mensuel             | Kōdansha              |
| Shōnen Ai no Bigaku                                               | 少年愛の美学                                                         | 15 juin 2003               | 27 novembre 2008       | Shotacon (masculin)        | irrégulier          | Shobukan              |
| Shōnen Big Comic Autrefois Weekly Shōnen Big Comic and Manga-kun) | 少年ビッグコミック (Autrefois 週刊少年ビッグコミック and マンガくん) | décembre 1976              | 1987                   | Shōnen                     | bimensuel           | Shōgakukan            |
| Shōnen Book                                                       | 少年ブック                                                           | mars 1958                  | 4 avril 1969           | Shōnen                     | mensuel             | Shūeisha              |
| Super Jump                                                        | スーパージャンプ                                                     | 20 décembre 1986           | 12 octobre 2011        | Seinen                     | bimensuel           | Shūeisha              |
| Tsubomi                                                           | つぼみ                                                               | 12 février 2009            | décembre 2012          | Yuri                       | Bimestriel          | Hōbunsha              |
| Weekly Comic Bunch                                                | 週刊コミックバンチ                                                   | 15 mai 2001                | 27 août 2010           | Seinen                     | hebdomadaire        | Coamix/Shinchōsha     |
| Weekly Manga Sunday                                               | 週刊漫画サンデー                                                     | 1959                       | juin 2012              | Seinen                     | hebdomadaire        | Jitsugyo no Nihon Sha |
| Weekly Shōnen King                                                | 週刊少年キング                                                       | 8 juillet 1963             | 1988                   | Shōnen                     | hebdomadaire        | Shōnen Gahōsha        |
| Weekly Young Sunday                                               | 週刊ヤングサンデー                                                   | 10 avril 1987              | 31 juillet 2008        | Seinen                     | hebdomadaire        | Shōgakukan            |
| Yan Mama Comic                                                    | ヤンママコミック                                                     | 1995                       | 1997                   | Josei                      | mensuel             | Kasakura Publishing   |
| You                                                               | ユー                                                                 | 1980                       | 15 octobre 2011        | Josei                      | bimensuel           | Shūeisha              |
| Young Magazine Uppers                                             | ヤングマガジンアッパーズ                                             | 1er avril 1998             | 19 octobre 2004        | Seinen                     | bimensuel           | Kōdansha              |
| Young You                                                         | ヤングユー                                                           | mai 1986                   | octobre 2005           | Josei                      | mensuel             | Shūeisha              |
| Yuri Shimai                                                       | 百合姉妹                                                             | 28 juin 2003               | 17 novembre 2004       | Yuri                       | Trimestriel         | Sun Magazine          |

## Liste de magazines de prépublication orientés manga en France
- Le Cri qui tue (1978-81, six numéros)
- Kaméha (1994-98, trente-deux numéros)
- Manga Player (1995-99, quarante-deux numéros)
- Shōnen Collection (2003-05, trente numéros)
- Magnolia (2003-2005)
- Shogun Mag (2006-08)
- Yoko (disparu)
- Be×Boy magazine (2009-12, quinze numéros)
- Akiba Manga (2011-11)